# Proton Bank
Die Proton Bank war eine griechische Bank; sie wurde 2001 gegründet und 2013 von der Eurobank Ergasias übernommen.

## Geschichte
2002 entwickelte sich die Bank zu einer Investmentbank. Sie wuchs schnell und wurde ab Dezember 2005 an der Athener Börse gehandelt.
2006 übernahm sie die Omega Bank.
Im Oktober 2008 zog die Piraeus Bank ein Angebot zurück, einen Minderheitsanteil an der Proton Bank zu kaufen.
Im Oktober 2011 wurde die Proton Bank im Zuge der Griechischen Finanzkrise mit fast 900 Mio. € aus internationalen Hilfsmitteln gestützt. Dafür wurden auch Gelder des EFSF verwendet.
Ebenfalls 2011 leiteten die Staatsanwaltschaft Athen und die Zentralbank Ermittlungen wegen Geldwäsche gegen Verantwortliche des Institutes ein, wie etwa den früheren Präsidenten und Hauptinhaber Lavrentis Lavrentiadis. Über die Bank sollen etwa 700 Mio. € ins Ausland transferiert worden sein. Mittlerweile wurden 3 Konten mit zusammen 158 Mio. € gesperrt. Im Dezember 2012 wurde Lavrentiadis verhaftet.
Im November 2011 wurde in dem Athener Stadtteil Chalandri ein Sprengstoffanschlag auf das Wohnhaus eines leitenden Mitarbeiters der Bank von Griechenland (Zentralbank) verübt, der an der Überprüfung der Proton Bank beteiligt war.
2013 wurde die Bank von der Eurobank Ergasias übernommen.